# Vozokany (okres Galanta)
Vozokany (maďarsky Pozsonyvezekény, Vezekény) jsou obec na západním Slovensku v okrese Galanta. Nachází se v Podunajské nížině na spojnici mezi Galantou a Dunajskou Stredou, na řece Čierna voda. V obci žije přibližně 1 100 obyvatel.
První písemná zmínka o vesnici pochází z roku 1297. Na počátku 15. století patřily Vozokany k panství hradu Šintava, v 16. století patřily příslušníkům šlechtických rodů Rozgonyů, Kanizsaiů a Thurzů. Od roku 1636 jej vlastnili Esterházyové. V letech 1938–1945 Vozakany byly součástí Maďarska. Ve vesnici stojí kostel z roku 1718, který v roce 1923 vyhořel při požáru.